# Tim Kerr
Timothy E. Kerr, född 5 januari 1960 i Windsor, Ontario, är en kanadensisk före detta professionell ishockeyspelare. Kerr spelade i NHL från 1980 till 1993 för Philadelphia Flyers, New York Rangers och Hartford Whalers. Han gjorde 50 mål eller fler under fyra raka säsonger på 1980-talet.

## NHL
Tim Kerr valdes aldrig av något lag i NHL-draften utan skrev på som free agent för Philadelphia Flyers 25 oktober 1979. Säsongen 1979–80 spelade han 7 matcher i AHL för Flyers farmarlag Maine Mariners och gjorde 2 mål och 4 assist för 6 poäng. Kerr debuterade för Philadelphia Flyers säsongen 1980–81 och gjorde 22 mål och 23 assist för totalt 45 poäng på 68 matcher.
Kerr skulle få sitt stora genombrott i NHL säsongen 1983–84 då han gjorde 54 mål och 39 assist för 93 poäng på 79 matcher som medlem av Philadelphia Flyers förstakedja med Brian Propp och Dave Poulin. Kerr radade därefter upp ytterligare tre 50-målssäsonger. I Stanley Cup-slutspelet 1985 gjorde han 10 mål och 4 assist för 14 poäng på 12 matcher för Flyers som förlorade i finalen mot Edmonton Oilers med 4-1 i matcher. I slutspelet 1987 gjorde Kerr 8 mål och 5 assist för 13 poäng på 12 matcher och Flyers stötte för andra gången på tre år på Edmonton Oilers i finalen, en final som Flyers förlorade med 4-3 i matcher. Kerr hade dock dragit på sig en axelskada och kunde inte delta i finalserien mot Oilers 1987.
Säsongen 1987–88 spelade Kerr endast 8 matcher på grund av problem med axelskador. 1988–89 var han dock tillbaka och gjorde 48 mål på 69 matcher, två mål kort för en femte säsong med 50 mål eller fler vilket endast ett fåtal andra spelare klarat av. I slutspelet 1989 gjorde Kerr 14 mål och 11 assist för 25 poäng på 19 matcher men Flyers förlorade i semifinalen mot Montreal Canadiens med 4-2 i matcher.
1988–89 skulle bli Tim Kerrs sista hela säsong i NHL. 1989–90 spelade han endast en halv säsong, 40 matcher, och gjorde 24 mål och 24 assist för 48 poäng. Kerrs fysiska spelstil och återkommande skador började ta ut sin rätt.
30 maj 1991 lade det nya NHL-laget San Jose Sharks beslag på Kerr i Expansions-draften, men bytte samma dag bort honom till New York Rangers. Kerr spelade 32 matcher för Rangers säsongen 1991–92 och gjorde 7 mål och 11 assist för 18 poäng. I slutspelet blev det 8 matcher och 1 mål i Rangers-tröjan.
9 juli 1992 bytte Rangers bort Kerr till Hartford Whalers. Han spelade 22 matcher för Whalers säsongen 1992–93 men gjorde endast 6 assist. 1992–93 blev Kerrs sista säsong i NHL innan han lade skridskorna på hyllan. Hans facit i grundserien blev 370 mål och 304 assist för totalt 674 poäng på 655 matcher. I slutspelet gjorde han 40 mål och 31 assist för 71 poäng på 81 matcher.  

## Spelstil
Tim Kerr var en stor och tung högerforward specialiserad på så kallade "skräpmål", styrningar och returer. Han var stadig på skridskorna och mycket svår att flytta på från det så kallade "slottet" mitt framför mål, varifrån han skyfflade in många puckar i motståndarburen. Kerr var också en power play-specialist och ledde ligan tre år i rad i power play-mål. Hans 34 mål i power play från säsongen 1985–86 är NHL-rekord för flest antal gjorde mål i power play under en säsong.

## Meriter
- NHL Second All-Star Team – 1986–87
- Bill Masterton Trophy – 1989

## Rekord
- Flest antal power play mål under en NHL-säsong – 34, 1985–86
- Flest antal mål i en period i Stanley Cup-slutspelet – 4,  13 april 1985
- Flest antal power play-mål i en period i Stanley Cup-slutspelet – 3,  13 april 1985

## Statistik
| 1976–77    | Windsor Spitfires   | OMJHL      | 9   | 2   | 4   | 6   | 7   | 3  | 0  | 0  | 0  | 0  |
| 1977–78    | Kingston Canadians  | OMJHL      | 67  | 14  | 25  | 39  | 33  | 5  | 0  | 0  | 0  | 0  |
| 1978–79    | Kingston Canadians  | OMJHL      | 57  | 17  | 25  | 42  | 27  | 6  | 1  | 1  | 2  | 2  |
| 1979–80    | Kingston Canadians  | OMJHL      | 63  | 40  | 33  | 73  | 39  | 3  | 0  | 1  | 1  | 16 |
| 1979–80    | Maine Mariners      | AHL        | 7   | 2   | 4   | 6   | 2   | —  | —  | —  | —  | —  |
| 1980–81    | Philadelphia Flyers | NHL        | 68  | 22  | 23  | 45  | 84  | 10 | 1  | 3  | 4  | 2  |
| 1981–82    | Philadelphia Flyers | NHL        | 61  | 21  | 30  | 51  | 138 | 4  | 0  | 2  | 2  | 2  |
| 1982–83    | Philadelphia Flyers | NHL        | 24  | 11  | 8   | 19  | 6   | 2  | 2  | 0  | 2  | 0  |
| 1983–84    | Philadelphia Flyers | NHL        | 79  | 54  | 39  | 93  | 29  | 3  | 0  | 0  | 0  | 0  |
| 1984–85    | Philadelphia Flyers | NHL        | 74  | 54  | 44  | 98  | 57  | 12 | 10 | 4  | 14 | 13 |
| 1985–86    | Philadelphia Flyers | NHL        | 76  | 58  | 26  | 84  | 79  | 5  | 3  | 3  | 6  | 8  |
| 1986–87    | Philadelphia Flyers | NHL        | 75  | 58  | 37  | 95  | 57  | 12 | 8  | 5  | 13 | 2  |
| 1987–88    | Philadelphia Flyers | NHL        | 8   | 3   | 2   | 5   | 12  | 6  | 1  | 3  | 4  | 4  |
| 1988–89    | Philadelphia Flyers | NHL        | 69  | 48  | 40  | 88  | 73  | 19 | 14 | 11 | 25 | 27 |
| 1989–90    | Philadelphia Flyers | NHL        | 40  | 24  | 24  | 48  | 34  | —  | —  | —  | —  | —  |
| 1990–91    | Philadelphia Flyers | NHL        | 27  | 10  | 14  | 24  | 8   | —  | —  | —  | —  | —  |
| 1991–92    | New York Rangers    | NHL        | 32  | 7   | 11  | 18  | 12  | 8  | 1  | 0  | 1  | 0  |
| 1992–93    | Hartford Whalers    | NHL        | 22  | 0   | 6   | 6   | 7   | —  | —  | —  | —  | —  |
| NHL totalt | NHL totalt          | NHL totalt | 655 | 370 | 304 | 674 | 596 | 81 | 40 | 31 | 71 | 58 |